# Enneapterygius shaoi
Enneapterygius shaoi är en fiskart som beskrevs av Fernando Chiang och Chen 2008. Enneapterygius shaoi ingår i släktet Enneapterygius och familjen Tripterygiidae. Inga underarter finns listade i Catalogue of Life.